# Joe Handley

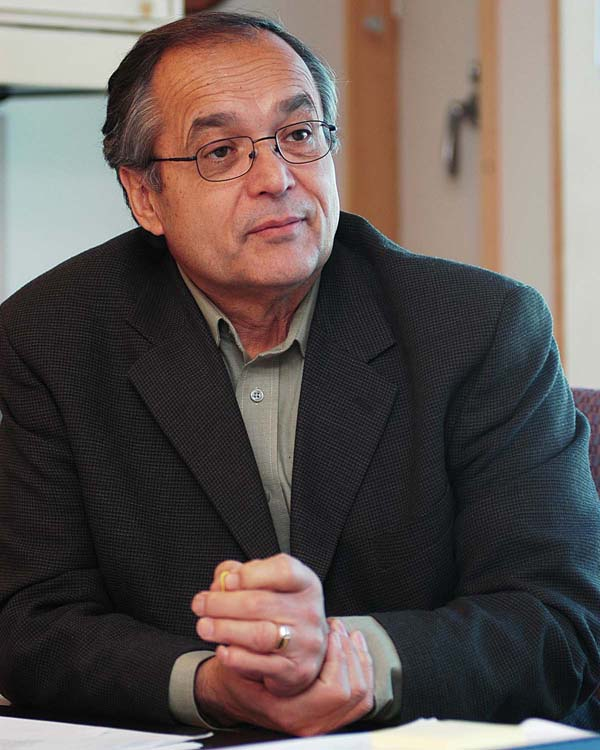
Joe Handley.

Joseph (Joe) Handley (Meadow Lake, 9 de agosto de 1943) político canadiense, décimo primer ministro de los Territorios del Noroeste. 